# Pilot rajdowy

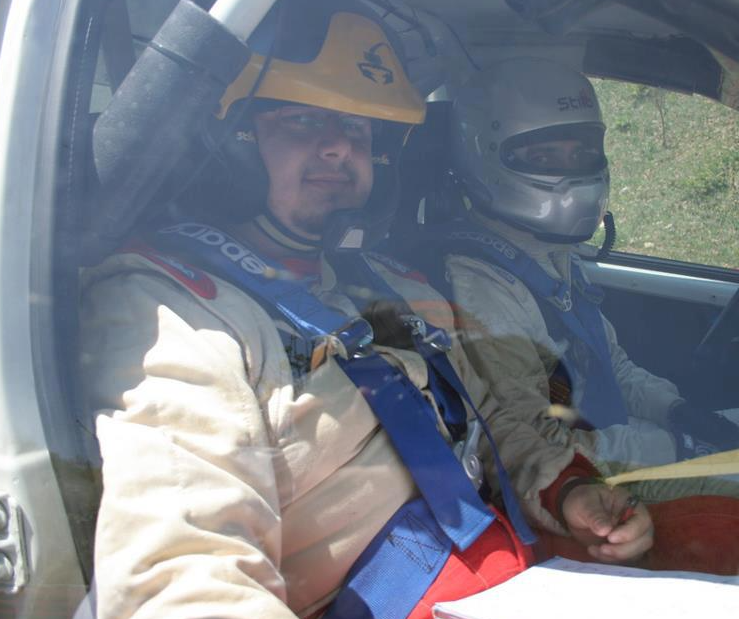
Pilot rajdowy w kabinie samochodu rajdowego, w głębi kierowca

Pilot rajdowy – członek załogi startującej w rajdzie samochodowym, drugi zawodnik w samochodzie rajdowym, zajmujący w nim pozycję pasażera. Podstawowym zadaniem pilota jest dyktowanie kierowcy opisu trasy odcinka specjalnego (w tym m.in. kierunku i trudności zakrętów oraz możliwych przeszkód) z przygotowanych na rekonesansie notatek. Poza podstawowymi informacjami pilot dyktuje, które zakręty ciąć, gdzie wypuścić itp. Pilot to też zazwyczaj psycholog, który potrafi umiejętnie motywować drugiego zawodnika i stale kontrolować "tempo" z jakim podróżuje auto rajdowe.
Oprócz tego do zadań pilota należy określanie drogi przejazdu dojazdówek z dostarczonych przez organizatora specjalnych notatek nawigacyjnych zwanych itinererem, kontrolowanie czasu przejazdu pomiędzy poszczególnymi punktami kontrolnymi oraz często także obsługa poszczególnych wskaźników samochodu rajdowego. Głównym narzędziem pracy pilota jest metromierz nazywany potocznie "haldą".